# El Salvador ai Giochi olimpici
El Salvador ha partecipato per la prima volta ai Giochi olimpici nel 1968.
Gli atleti salvadoregni non hanno mai vinto medaglie ai Giochi olimpici estivi, né hanno mai partecipato ai Giochi olimpici invernali.
Il Comitato Olimpico di El Salvador, creato nel 1949, venne riconosciuto dal CIO nel 1962.

## Medaglieri

### Medaglie alle Olimpiadi estive
| Giochi                 | Oro              | Argento          | Bronzo           | Totale           |
| ---------------------- | ---------------- | ---------------- | ---------------- | ---------------- |
| Città del Messico 1968 | 0                | 0                | 0                | 0                |
| Monaco di Baviera 1972 | 0                | 0                | 0                | 0                |
| Montréal 1976          | non partecipante | non partecipante | non partecipante | non partecipante |
| Mosca 1980             | non partecipante | non partecipante | non partecipante | non partecipante |
| Los Angeles 1984       | 0                | 0                | 0                | 0                |
| Seul 1988              | 0                | 0                | 0                | 0                |
| Barcellona 1992        | 0                | 0                | 0                | 0                |
| Atlanta 1996           | 0                | 0                | 0                | 0                |
| Sydney 2000            | 0                | 0                | 0                | 0                |
| Atene 2004             | 0                | 0                | 0                | 0                |
| Pechino 2008           | 0                | 0                | 0                | 0                |
| Londra 2012            | 0                | 0                | 0                | 0                |
| Rio de Janeiro 2016    | 0                | 0                | 0                | 0                |
| Tokyo 2020             | 0                | 0                | 0                | 0                |
| Parigi 2024            | 0                | 0                | 0                | 0                |
| Totale                 | 0                | 0                | 0                | 0                |